# Sober (canção de Big Bang)
"Sober" (hangul: 맨 정신; rr: Maenjeongsin) é uma canção gravada pelo grupo sul-coreano Big Bang, contida em seu single D (2015) e em seu terceiro álbum de estúdio Made (2016). Foi lançada em formato digital em 1 de julho de 2015 pela YG Entertainment.

## Antecedentes
Em 27 de junho de 2015, a YG Entertainment revelou a primeira imagem teaser contendo o anúncio de lançamento de "Sober" e os respectivos responsáveis por sua produção. Para apoiar seu lançamento, que ocorreu em 1 de julho de 2015, o Big Bang participou de uma contagem regressiva oficial, realizada em um evento ao vivo através do aplicativo "V" do portal Naver, em 30 de junho de 2015.
Seu vídeo musical correspondente foi dirigido por Han Sa-min, que já havia trabalhado anteriormente com o grupo em seus vídeos musicais de "Loser", "Bad Boy" e "Blue". 

## Composição
Com duração de três minutos e cinquenta e sete segundos (3:57), "Sober" é uma canção composta por Teddy Park, G-Dragon e T.O.P e produzida por Teddy, Choice37 e G-Dragon. O verso final que G-Dragon canta na faixa, foi apresentada pelo mesmo dois anos antes, durante o Mnet Asian Music Awards de 2013, como um prelúdio de sua apresentação com a canção "Crooked", lançada no mesmo ano. "Sober" é uma canção que deriva do rock eletrônico e pop punk e destaca-se por explorar um lado mais centrado no rock pelo Big Bang, que normalmente opta por sons eletrônicos e de hip hop. A faixa utiliza-se de som de guitarras misturadas com percussão e incorpora uma "entrega corajosa em um som de rock de alta energia". Para o canal Fuse, a canção se encaixaria em uma rádio de música alternativa ou ser tocada no festival Warped Tour, que é famoso por possuir músicas de rock alternativo e punk rock.

## Recepção da crítica
Para o site coreano Osen, "Sober" é "uma canção de verão empolgante que se encaixa perfeitamente a temporada". Seu vídeo musical foi descrito pela Billboard como estar "enlouquecendo em um mundo colorido" e a China Topix observou que "Sober" foi filmado em um estilo único, mantendo o clima de verão em mente.

## Desempenho nas paradas musicais
"Sober" estreou na Coreia do Sul, atingindo seu pico de número dois na Gaon Digital Chart e Gaon Download Chart com vendas de 276,180 mil downloads digitais, além de alcançar a posição de número sete na Gaon Streaming Chart, onde recebeu 3,9 milhões de transmissões. Na semana seguinte, "Sober" moveu-se para a posição de número seis na Gaon Digital Chart e de número oito na Gaon Download Chart com vendas de 118,392 mil cópias digitais e subiu para a quinta posição na Gaon Streaming Chart com um total de 4,7 milhões de transmissões.
Na China,  a canção estreou em número um na QQ Music Videos Chart. Em Taiwan, foi eleita a décima primeira canção coreana mais popular do ano, através do serviço de música KKBox e nos Estados Unidos, atingiu seu pico de número três na Billboard World Digital Songs em sua primeira semana de lançamento.
| Paradas (2015)                                 | Melhor posição |
| ---------------------------------------------- | -------------- |
| Coreia do Sul (Gaon Weekly Digital Chart)      | 2              |
| Coreia do Sul (Gaon Monthly Digital Chart)     | 4              |
| Coreia do Sul (Gaon Weekly Download Chart)     | 2              |
| Coreia do Sul (Gaon Weekly Streaming Chart)    | 5              |
| Estados Unidos (Billboard World Digital Songs) | 3              |
| Japão (Billboard Japan Hot 100)                | 24             |

| País          | Parada                     | Vendas    |
| ------------- | -------------------------- | --------- |
| Coreia do Sul | Gaon Download Chart (2015) | 1,011,102 |
| China         | Kugou                      | 1,054,333 |

| Paradas (2015)                                 | Posição |
| ---------------------------------------------- | ------- |
| Coreia do Sul (Gaon Yearly Digital Chart)      | 42      |
| Estados Unidos (Billboard World Digital Songs) | 12      |

### Vitórias em programas de música
| Data                | Programa         | Emissora |
| ------------------- | ---------------- | -------- |
| 12 de julho de 2015 | Inkigayo         | SBS      |
| 9 de julho de 2015  | M! Countdown     | Mnet     |
| 11 de julho de 2015 | Show! Music Core | MBC      |

## Histórico de lançamento
| Região        | Data               | Formato             | Gravadora        |
| ------------- | ------------------ | ------------------- | ---------------- |
| Coreia do Sul | 1 de julho de 2015 | CD download digital | YG Entertainment |
| Mundo         | 1 de julho de 2015 | CD download digital | YG Entertainment |
| Japão         | 8 de julho de 2015 | CD download digital | YGEX             |